# Louis Marc (peintre)
Pour les articles homonymes, voir Louis Marc.
Louis Marc, né en Transylvanie à Retteg (Hongrie) en 1867 et mort en 1942, est un peintre hongrois élève à Paris de Bouguereau, et de Tony Robert-Fleury connu pour ses portraits mondains. Il s'établit entre 1910 et  1922 aux États-Unis, où il fait des portraits de la high society de San Francisco, New York et Washington.